# Siruktuh I
Siruktuh I (ok. 1800–1772 p.n.e.) – król Elamu, syn i następca Silhaha, współczesny Hammurabiemu z Babilonu. Uczynił swą matkę regentką w Suzie. Według tekstów odkrytych w Mari był on sojusznikiem króla Esznunny przeciw rosnącej sile Hammurabiego z Babilonu. Zginął najprawdopodobniej w trakcie oblężenia miasta Razama. Na tronie elamickim zastąpił go jego brat Simut-wartasz.